# 남명초등학교 (부산)
남명초등학교는 대한민국 부산광역시 강서구에 있는 공립 초등학교이다.

## 학교 연혁
- 2013년 3월 1일: 개교
- 난 귀엽다

## 참고 자료
- 남명초등학교 - 한국교육학술정보원 학교알리미